# Montllobar
El despoblat de Montllobar és una antiga caseria de poblament dispers del terme de Fígols de Tremp, agregat el 1970 al terme municipal de Tremp. Havia format part de l'ajuntament d'Eroles quan aquest i el de Fígols eren ajuntaments diferents, entre 1812 i 1847. Després, entre aquest darrer any i el de 1877, pertangué a l'ajuntament de Castissent, com el mateix Eroles o Fígols de Tremp.
Està situat a l'oest de Tremp, a 14,5 quilòmetres; l'antiga caseria queda just a migdia del coll, continuant per la carena.
La caseria és del tot desapareguda, i la majoria dels masos que la formaven, arruïnats. Només es conserven restes del Mas de Montllobar, que havia fet d'hostal i centrava aquesta caseria. Prop d'on era la masia hi ha el Coll de Montllobar, per on passa la carretera C-1311, que és on es produeix el canvi de vessant, cap a la Noguera Pallaresa, o cap a la Ribagorçana.

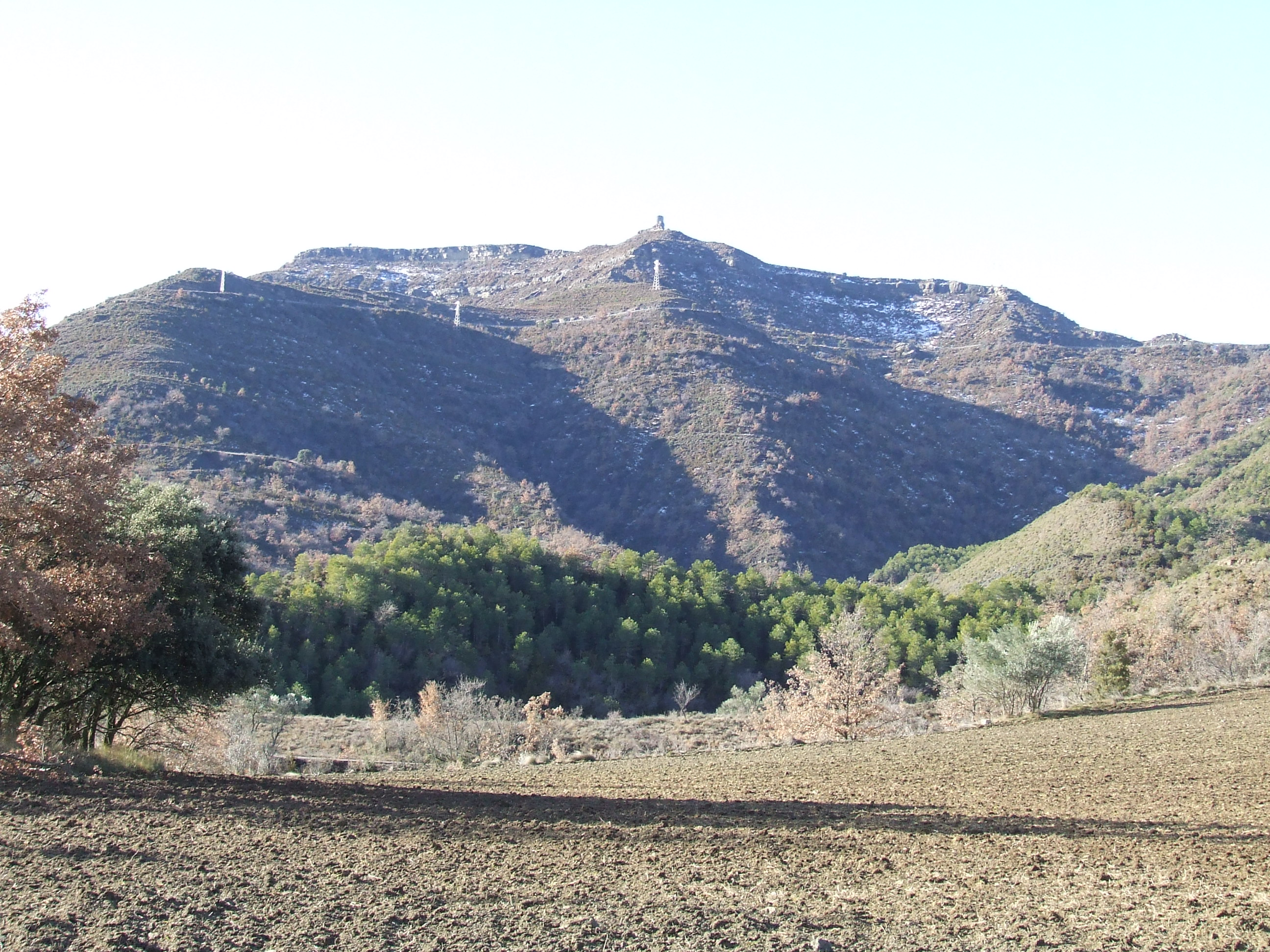
El Tossal de Montllobar, amb les restes del castell al capdamunt

Més al sud, hi ha el Tossal de Montllobar, on es conserven restes de l'antic Castell de Montllobar.
Ultra l'esmentat Mas de Montllobar, hi havia el Mas de Casanova, la Casota, l'Hostalet i els Corrals.
Montllobar, en la forma Montllobá, apareix en el Diccionario geográfico... de Pascual Madoz, del 1845. Després de situar-lo geogràficament, esmenta una sola casa habitada, al peu del camí de Tremp a la vila del Pont de Montanyana, que serveix d'hostal (meson, diu Madoz). Esmenta la torre mig derruïda que hi ha dalt de la muntanya, visible des de molt lluny i davant per davant de la torre de Viacamp, a ponent de la Noguera Ribagorçana, i diu que en tota la muntanya hi ha alguns trossos de terra llaurats, que després s'abandonen. Per tal d'obrir-lo, en el seu moment es va haver d'artigar el bosc, i, comenta Madoz, aquest sistema ha significat la pèrdua de tot el bosc, en aquest lloc, de manera que aquell any només quedaven matolls i boixos, de tot l'antic bosc. També parla de l'abundància de llops (cosa que justifica el mateix nom de la muntanya), i de cacera de perdius i conills.

## Etimologia
Molt probablement es tracta d'un topònim romànic, derivat de les paraules ja catalanes mont (muntanya) i llobar (lloc abundós en llops). Fins èpoques ben recents aquests indrets muntanyosos estaven profusament poblats per llops, per la qual cosa el topònim resta perfectament documentat per la mateixa memòria viva dels habitants dels llocs de l'entorn de Montllobar.